# Marine Lorphelin

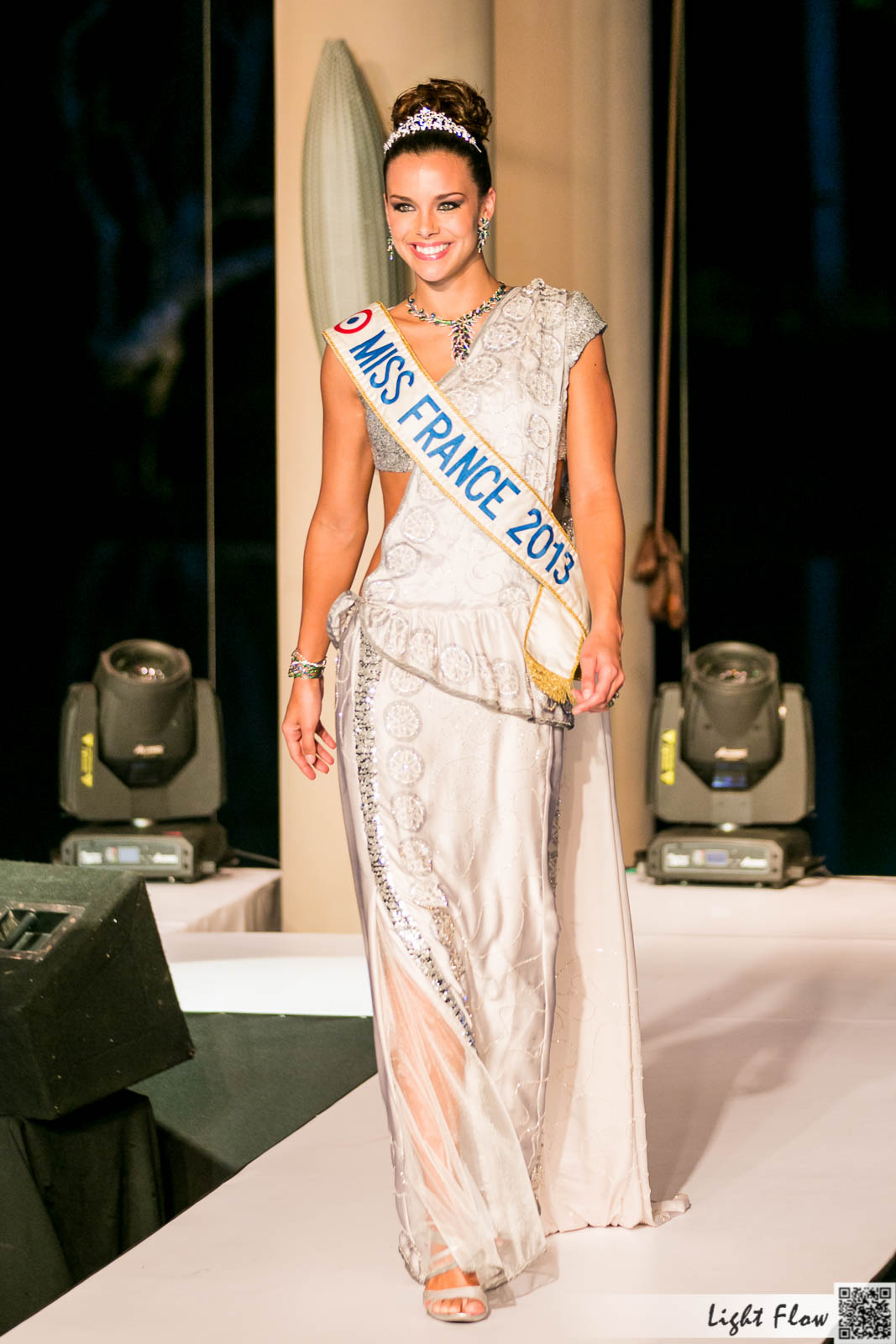
Marine Lorphelin nach ihrer Wahl zur Miss France im Jahr 2013.

Marine Lorphelin (* 16. März 1993 in Mâcon) ist ein französisches Model. Sie hat die Wahlen zur Miss Bourgogne 2012 und anschließend zur Miss France 2013 gewonnen.
Nach ihrer Modelkarriere begann sie ein Studium der Medizin an der Universität Claude Bernard in Lyon. In einem Interview im Jahr 2018 gab sie an, sich auf Allgemeinmedizin spezialisieren zu wollen.

## Misswahlen

### Miss France
Nach ihrem Sieg als Miss Bourgogne 2012, gewann sie 2013 die Wahl zur Miss France. Sie setzte sich als Miss France für Organspende und Kinderwohl ein und konnte durch diverse Teilnahmen an Veranstaltungen, z. B. beim Paris-Marathon, Geld für Stiftungen sammeln.

### Miss World
Während der Miss World 2013 wurde sie zur Miss World Europe gekrönt.